# Welcome Home (album Hellyeah)
Welcome Home – szósty album studyjny amerykańskiego zespołu muzycznego Hellyeah. Wydawnictwo ukazało się 27 września 2019 roku nakładem wytwórni muzycznej Eleven Seven.

## Lista utworów[7]
| Nr  | Tytuł utworu      | Długość |
| --- | ----------------- | ------- |
| 1.  | „333”             | 3:16    |
| 2.  | „Oh My God”       | 4:12    |
| 3.  | „Welcome Home”    | 4:32    |
| 4.  | „I’m the One”     | 3:12    |
| 5.  | „Black Flag Army” | 3:11    |
| 6.  | „At Wick's End”   | 3:58    |
| 7.  | „Perfect”         | 3:21    |
| 8.  | „Bury You”        | 3:17    |
| 9.  | „Boy”             | 3:09    |
| 10. | „Skyy and Water”  | 3:26    |
| 11. | „Irreplaceable”   | 0:52    |
|     |                   | 36:26   |

## Twórcy albumu[7]
- Chad Gray – wokal
- Tom Maxwell – gitara rytmiczna
- Christian Brady – gitara elektryczna
- Kyle Sanders – gitara basowa
- Vinnie Paul – perkusja
- Kevin Churko – produkcja

## Listy sprzedaży
| Lista                           | Kraj              | Pozycja |
| ------------------------------- | ----------------- | ------- |
| ARIA                            | Australia         | 25      |
| Swiss Charts                    | Szwajcaria        | 83      |
| Billboard 200. Hard Rock albums | Stany Zjednoczone | 2       |
| Billboard 200. Rock Albums      | Stany Zjednoczone | 8       |
| Billboard 200                   | Stany Zjednoczone | 57      |